# Ralph Bünger
Ralph Ernst Bünger (* 16. Januar 1963 in Frankfurt am Main) ist ein deutscher Jurist. Er ist seit 2009 Richter am Bundesgerichtshof, seit Ende März 2023 als Vorsitzender Richter.

## Werdegang
Ralph Ernst Bünger studierte Rechtswissenschaft an der Johann Wolfgang Goethe-Universität in Frankfurt am Main und war dort auch als wissenschaftlicher Mitarbeiter tätig. 1996 wurde er mit dem Thema Der verhandlungsbegleitende Warnstreik: eine Analyse der neueren Entwicklungslinien im Arbeitskampfrecht in Frankfurt promoviert. Im gleichen Jahr begann er seine Karriere als Richter im Land Hessen. Zunächst war er Richter auf Probe am Landgericht Frankfurt am Main und am Amtsgericht Königstein im Taunus. Er wurde 1998 zum Richter am Landgericht Frankfurt ernannt. 2004 wurde Bünger dann Richter am Oberlandesgericht Frankfurt am Main. 2005 wurde er an das Hessische Ministerium der Justiz abgeordnet. Er war im Ministerium als Referatsleiter und stellvertretender Abteilungsleiter in der Strafrechtsabteilung tätig. 2006 wurde er in das Beamtenverhältnis übernommen und zum Leitenden Ministerialrat ernannt.
Bünger wurde am 1. September 2009 Richter am Bundesgerichtshof. Er gehört dort dem mit Kauf-, Leasing- und Wohnraummietrecht befassten VIII. Zivilsenat des Bundesgerichtshofes an. Am 22. März 2023 wurde Bünger zum Vorsitzenden Richter am Bundesgerichtshof ernannt; er übernahm den Vorsitz des VIII. Zivilsenats.